# Малък канчил
Малък канчил (Tragulus javanicus) е дребен чифтокопитен бозайник от семейство Мишевидни елени обитаващ остров Ява.

## Разпространение и местообитание
Малкият канчил обитава остров Ява и вероятно съседния остров Бали. Въпреки това обаче няма сигурни сведения за наличие на популация от тези бозайници на съседния остров. Предполага се, че екземплярите са единични и са резултат от незаконен улов и търговия на Ява и предлагането им като домашни любимци. Обитатели са на гъсти гори с гъст подлес.

## Морфологични особености
Малките канчили са с дължина на тялото от 45 до 55 cm, височина на холката от 20 до 25 cm, а теглото варира от 1,5 до 2,5 kg. Това го прави един от най-малките копитни бозайници. Опашката е с дължина около 5 cm.
Цветът на космената покривка от горната част на тялото е кафеникава. Отдолу по корема, врата и брадичката е бял. Муцунката е заострена с черен безкосмен нос. Очите са големи. Телосложението е набито, а крайниците противоположно изглеждат необикновено фини. Липсват рога, а горните кучешки зъби са удължени, особено при самците, които наподобяват на бивни при глигана.

## Начин на живот
Малкият канчил е доста плашливо животно. Води уединен начин на живот. Активни са през нощта, а през деня спят в скални цепнатини или до стволовете на дърветата. Териториални животни са. Самецът заема територия от около 12 ha, а женската – 8,5 га.

## Хранене
Представителите на вида са изцяло растителноядни. Консумират листа, филизи и плодове.

## Размножаване
Самката е склонна да се чифтоса няколко часа след раждане. Получава се така, че повечето женски прекарват своя живот в бременност. Бременността продължава около 140 дни като раждат едно, рядко две малки. Половин час след раждане малките се изправят на крака, а 10-13 седмици се отделят от майката. Полова зрялост настъпва на 5-6 месеца, а продължителността на живота им е около 12 години.